# Chronologie de la Lituanie
 (mai 2018).
Si vous disposez d'ouvrages ou d'articles de référence ou si vous connaissez des sites web de qualité traitant du thème abordé ici, merci de compléter l'article en donnant les références utiles à sa vérifiabilité et en les liant à la section « Notes et références ».
Cette chronologie de l'histoire de la Lituanie nous donne les clés pour mieux comprendre l'histoire de la Lituanie, l'histoire des peuples qui ont vécu ou vivent dans l'actuelle Lituanie.

## Moyen Âge
- Des tribus balto-slaves de la région s'organisent vers le Ve siècle pour lutter contre les invasions scandinaves.
- Vers 1240 est fondé le grand-duché de Lituanie, qui, à partir de la seconde moitié du XIIIe siècle, combat les chevaliers Teutoniques et étend sa domination sur le principautés russes du Sud-Ouest.
- 14 août 1385 : union de Krewo. Le grand-duché de Lituanie s'allie au royaume de Pologne. Le grand-duc Jagellon devient roi de Pologne le 4 mars 1386 sous le nom de Ladislas II et la Lituanie embrasse le catholicisme.

## Vers l'époque moderne
- 1er juillet 1569 : l'union de Lublin institue la république des Deux Nations.

## XVIIIesiècle
- 24 octobre 1795 : troisième partage de la Pologne ; le pays cesse simplement d'exister, et devient possession de l'Empire russe.

## XXesiècle
- 16 février 1918 : la Lituanie proclame son indépendance.
- 11 août 1920 : au traité de Riga, l'Union soviétique reconnait la souveraineté de la Lituanie.
- 21 juillet 1940 : conformément au pacte germano-soviétique, la Lituanie est intégrée à l'URSS de Staline.
- 1er septembre 1941 au 10 novembre 1944 : occupation allemande de la Lituanie, par le Reichskommissariat Ostland.
- 10 novembre 1944 : la Lituanie redevient une république soviétique.
- 11 mars 1991 : seconde indépendance de la Lituanie.

## XXIesiècle
- 1er mai 2004 : la Lituanie adhère à l'Union européenne puis intègre l'OTAN.